# Litoral Ocidental Maranhense
Litoral Ocidental Maranhense is een van de 21 microregio's van de Braziliaanse deelstaat Maranhão. Zij ligt in de mesoregio Norte Maranhense en grenst aan de Atlantische Oceaan in het oosten en noorden, de mesoregio Oeste Maranhense in het noordwesten en de microregio's Baixada Maranhense in het westen en zuidwesten en Rosário en Aglomeração Urbana de São Luís in het zuidoosten. De microregio heeft een oppervlakte van ca. 9558 km². Midden 2004 werd het inwoneraantal geschat op 180.418.
Dertien gemeenten behoren tot deze microregio:
| - Alcântara - Apicum-Açu - Bacuri - Bacurituba - Bequimão - Cajapió - Cedral | - Central do Maranhão - Cururupu - Guimarães - Mirinzal - Porto Rico do Maranhão - Serrano do Maranhão |

Mesoregio's: Centro Maranhense · Leste Maranhense · Norte Maranhense · Oeste Maranhense · Sul Maranhense

Microregio's: Aglomeração Urbana de São Luís · Alto Mearim e Grajaú · Baixada Maranhense · Baixo Parnaíba Maranhense · Caxias · Chapadas das Mangabeiras · Chapadas do Alto Itapecuru · Chapadinha · Codó · Coelho Neto · Gerais de Balsas · Gurupi · Imperatriz · Itapecuru Mirim · Lençóis Maranhenses · Litoral Ocidental Maranhense · Médio Mearim · Pindaré · Porto Franco · Presidente Dutra · Rosário